# سبونجانو
سبونجانو (بالإيطالية: Spongano)‏ هي بلدية في مقاطعة ليتشي في إقليم بوليا الإيطالي.

## السكان
في سنة 1861 بلغ عدد السكان 1٬314 نسمة، وتطور العدد ليصل في سنة 2011 لـ 3٬742 نسمة.
يظهر هذا المخطط البياني تطور النمو السكاني لـ سبونجانو